# Biniamin Gibli
Biniamin Gibli (în ebraică בנימין גיבלי; n. 1 ianuarie 1919, Petah Tikva, Israel – d. 19 august 2008, Tel Aviv, Israel) a fost un colonel israelian, care a îndeplinit funcția de director al Direcției de Informații Militare al Armatei Israelului (AMAN) (1950-1955). 